# A sárkánypecsét rejtélye
A sárkánypecsét rejtélye (eredeti cím: Viy 2: Journey to China, oroszul: Тайна печати дракона) 2019-ben bemutatott orosz-kínai fantasy-kalandfilm. A filmet Gleb Fetiszov, Alekszej A. Petrukin és Szergej Szozanovszkij készítette. Oleg Sztepcsenko rendezte Sztepcsenko, Petrukin és Dmitrij Palees forgatókönyvéből. A főszereplők Jason Flemyng (aki visszatér szerepéhez az első filmből), Charles Dance (visszatérő szereplő), Rutger Hauer (halála előtti egyik utolsó filmje), Jackie Chan, Arnold Schwarzenegger és Helen Yao.
2019. augusztus 16-án mutatták be Kínában a Universal Pictures által. Magyarországon DVD-n jelent meg szinkronizálva 2020 november elején.

## Cselekmény
Jonathan Green angol utazó Nagy Pétertől kap utasítást, hogy térképezze fel az orosz Távol-Keletet. Egy hosszú, hihetetlen kalandokkal teli útra indul, amely végül Kínába vezet. A térképész rengeteg lélegzetelállító felfedezéssel néz szembe, furcsa lényekkel, kínai hercegnőkkel találkozik, és szembe kell szállnia halálos harcművészeti mesterekkel, még a király minden sárkányával – többek között a Sárkánykirállyal is.

## Szereplők
| Szerep         | Színész                | Magyar hang         |
| -------------- | ---------------------- | ------------------- |
| Péter cár      | Jurij Kolokolnyikov    | Dózsa Zoltán        |
| Jonathan Green | Jason Flemyng          | Holl Nándor         |
| Cheng Lan      | Xingtong Yao           | Czető Zsanett       |
| ZomZom         | Narupornkamol Chaisang | Hermann Lilla       |
| Boszorkány     | Li Ma                  | Laudon Andrea       |
| Miss Dudley    | Anna Churina           | Orosz Helga         |
| Lord Dudley    | Charles Dance          | Koncz István        |
| Mester         | Jackie Chan            | Kassai Károly       |
| James Hook     | Arnold Schwarzenegger  | Várkonyi András     |
| Nagykövet      | Rutger Hauer           | Petridisz Hrisztosz |
| kapitány       | Martin Klebba          | Szokol Péter        |
| Grey           | Christopher Fairbank   | Bácskai János       |
| Liu fivér 1#   | Charles Luu            | Bódy Gergely        |
| Liu fivér 2#   | Lance Luu              | Seder Gábor         |
| Liu fivér 3#   | Mark Luu               | Orosz Gergő         |

További magyar hangok: Bodrogi Attila, Dézsy Szabó Gábor, Király Adrián, Kádár-Szabó Bence, Bérces Gabriella, Pánics Lilla, Bartók Borbála, Mayer Marcell, Kapácsy Miklós

## Gyártás
2015. április 5-én sajtótájékoztatót tartottak Moszkvában Alekszej Petrukin és Szergej Szeljanov producerekkel, valamint Jason Flemyng, Rutger Hauer és Helen Yao színészekkel. A konferencia során megerősítették, hogy megkezdődött A sárkánypecsét rejtélye forgatása. Kiderült az is, hogy a Jackie Chan kaszkadőr csapat tagjai segítettek a film küzdelmeinek koreográfiájában.
A folytatásban a főbb filmsztárok megjelenését tervezték. Az első jelentésekben Jackie Chan, Jason Statham és Steven Seagal neve is szerepelt. 2016 novemberében megerősítették, hogy Chan Arnold Schwarzenegger mellett játssza a főszerepet.
A filmet real 3D-ben forgatták két ARRI Alexa M-mel, STEREOTEC-re szerelve, MID Size Rig, két ARRI Alexa Mini-vel, STEREOTEC Light Weight Rig felszereléssel és CODEX Action Cam 3D-vel, STEREOTEC Nano Rig-re szerelve.

## Megjelenés
A sárkánypecsét rejtélye Oroszországi kiadását 2018. augusztus 16-án kellett megtartani, de ezt követően a premiert 2019. szeptember 19-re halasztották, miközben a cenzúra jóváhagyására Kínában került sor.
A film 2019. szeptember 20-án jelent meg a Fülöp-szigeteken a The Pioneer Films által, The Dragon Seal néven.
A filmet The Iron Mask címmel mutatták be az Egyesült Királyságban 2020. április 10-én.